# Villa Constitución
Villa Constitución – miasto w Argentynie w prowincji Santa Fe.
W 2015 roku miasto liczyło 50,5 tys. mieszkańców.